# Miejskie Centrum Kultury w Bydgoszczy
Miejskie Centrum Kultury w Bydgoszczy (MCK) – jednostka kulturalna miasta Bydgoszczy działająca od 2012. MCK kontynuuje tradycje Miejskiego Ośrodka Kultury (MOK), utworzonego 27 maja 1988 roku.
Instytucja zajmuje się organizowaniem i prowadzeniem działalności kulturalnej na rzecz mieszkańców Bydgoszczy oraz promocją bydgoskich osiągnięć w zakresie kultury i sztuki. MCK spełnia coraz ważniejszą rolę jako koordynator imprez kulturalnych odbywających się w Bydgoszczy. Jest organizatorem wielu festiwali kulturalnych.
Centrum jest wydawcą Bydgoskiego Informatora Kulturalnego.

## Jednostki MCK
Na Miejskiego Cenntrum Kultury składa się kilka jednostek zlokalizowanych w Bydgoszczy i Ostromecku:
- Miejskie Centrum Kultury ze studyjnym Kinem Orzeł i salą widowiskowo-koncertową przy ul. Marcinkowskiego w Środmieściu – budynek ten przy został uroczyście otwarty po remoncie 17 lutego 2012[3]. Remont kosztował niecałe 13 mln zł[4].
- Galeria Wspólna w zabytkowej kamienicy tuż przy Starym Rynku;
- Barka Lemara z Muzeum Legend Szyperskich, zacumowana przy Moście Staromiejskim;
- Zespół Pałacowo–Parkowy w Ostromecku – dwa pałace zbudowane w dwóch różnych stylach architektonicznych, w otoczeniu starannie zaprojektowanej zieleni nawiązującej do estetyki ogrodów angielskich.
- Centrum Kultury Fordon zlokalizowane w Fordonie, największej dzielnicy Bydgoszczy (ul. Gawędy 5);
- Dom Liter, umiejscowiony w przestrzeni Starego Miasta – prezentowana jest stała wystawa maszyn do pisania (i ich bydgoskiej historii) oraz książek eksperymentalnych i artystycznych. Odbywają się tam też spotkania i warsztaty.

MCK (a wcześniej MOK) prowadził też kawiarnię artystyczną Węgliszek do 2012.

## Festiwale
MCK jest organizatorem kilku corocznych festiwali, m.in.:
- Ethniesy – Międzynarodowy Festiwal Muzyki Tradycyjnej i Ludowej organizowany jest od 2013 roku[7] i prezentowane są na nim tradycje muzyczne z całego świata.
- Animocje – Międzynarodowy Festiwal Filmów Animowanych. Festiwal jest organizowany od 2011[8] roku, składa się z pokazów konkursowych, warsztatów oraz spotkań z twórcami.
- Drums Fusion – Międzynarodowy Festiwal Rytmu i Sztuki Perkusyjnej odbywa się w Bydgoszczy od 2007 roku[9]. Łączy różne style muzyczne z innowacyjnymi formami sztuki, takimi jak pokazy wizualne i warsztaty muzyczne.
- Przeczytani – festiwal literatury promujący czytelnictwo i literaturę współczesną, jest organizowany od 2014 roku[10]. Zazwyczaj odbywa się w formie spotkań autorskich, warsztatów oraz wydarzeń tematycznych.

Dawniej MOK lub MCK organizował lub współorganizował poniższe festiwale:
- Międzynarodowy Festiwal Książki – Bydgoski Trójkąt Literacki od 2005 do 2016 roku[potrzebny przypis].